# Comté de Tancarville
Pour les articles homonymes, voir Tancarville (homonymie).
Le comté de Tancarville est une ancienne seigneurie féodale de Normandie dont Tancarville était la capitale.
Au XIe siècle, ce fief n’était qu’une seigneurie qui dépendait de Raoul de Tancarville, gardien du duc Guillaume le Conquérant, futur roi d’Angleterre. Le fait que Raoul était chambellan de Normandie, et que cette fonction est restée dans la famille, lui valut d’être appelé, après quelque temps, « chambellan de Tancarville ».
Au XIVe siècle, le fief de Tancarville fut érigé en comté, lorsque Jean II de Melun entra en sa possession grâce à  son mariage avec Jeanne, fille de Robert de Tancarville et héritière de son frère Guillaume VI. La famille s’est éteinte avec le petit-fils de Jean II, Jean Guillaume de Melun en 1415.
Le 27 mai 1364, le roi Charles V détacha le comté de Longueville du comté de Tancarville dont il avait dépendu jusque-là, et l’érigea en fief royal pour l’offrir au connétable de France Bertrand du Guesclin.
En 1488, Tancarville revint par testament à François d’Orléans, comte de Dunois, dont les descendants l’ont conservé jusqu’au début du XVIIIe siècle. Par la suite, le comté est dans la possession de Colbert de Seignelay qui le transmit à la maison de Montmorency. Ce titre n’est plus porté depuis la fin du XVIIIe siècle.

## Seigneurs de Tancarville
- Rabel I ;
- Gérard, son fils ; marié à Hélinde d’Abbetot
- Raoul Ier, en 1030, son fils, tuteur de Guillaume le Conquérant, chambellan de Normandie ; marié à Helvis de L’Espinay
- Guillaume I (mort en 1129), marié à Mathilde d’Arques, fille de Guillaume d’Arques, seigneur de Folkestone (Giffard)
- Rabel II (mort en 1139), son fils ; marié à Stigand de Mézidon
- Guillaume II (mort en 1193), son fils, mort au cours de la IIIe Croisade ; marié à Théophanie de Penthièvre
- Raoul II (mort en 1204), son fils
- Guillaume III (mort en 1214), son frère, tué à la bataille de Bouvines ; marié à Aélis de Serans
- Raoul III "Rabel", son fils ; marié à Hélissende de Meulan
- Guillaume IV (mort en 1264), son fils ; marié à Aube d’Auffay
- Guillaume V, son fils
- Robert  (mort en 1302), son fils, tué à la bataille de Courtrai ; marié à Jeanne de Mauvoisin
- Guillaume VI, son fils ; marié à Isabeau de Marigny

## Comtes de Tancarville

### Maison de Melun

- Jean II (mort en 1350), vicomte de Melun, comte de Tancarville ; marié à Jeanne de Tancarville, fille de Robert et sœur de Guillaume VI ci-dessus, héritière de Tancarville ;
- Jean III, vicomte de Melun, comte de Tancarville, (mort en 1382), fils de Jean II de Melun et de Jeanne de Tancarville ;
- Guillaume IV (mort en 1415), vicomte de Melun, comte de Tancarville, tué à la bataille d’Azincourt, son fils ; mari de Jeanne de Parthenay, fille de Guillaume VII de Parthenay et petite-fille de Jean Ier de Parthenay
- Marguerite de Melun (mort en 1448), leur fille, comtesse de Tancarville en 1415 ; mariée à Jacques II d’Harcourt, baron de Montgomery (mort en 1428 ; fils de Jacques Ier d'Harcourt-Montgomery, petit-fils de Jean V et arrière-petit-fils de Jean IV d'Harcourt x Isabeau de Parthenay, dame de Bonnétable, Montfort-le-Gesnois/-le-Rotrou et Vibraye, elle-même fille de Jean Ier de Parthenay et tante de Jeanne de Parthenay ci-dessus ; par les Parthenay, Jacques II d'Harcourt-Monrgomery et sa femme Marguerite de Melun étaient donc des cousins éloignés).

### Maison d'Harcourt

- Guillaume d’Harcourt (mort le 27 octobre 1484), baron de Montgomery en 1428, comte de Tancarville, vicomte de Melun, leur fils ; marié à Péronelle d’Amboise, fille de Louis d’Amboise, morte vers 1450, puis en 1453 à Yolande de Laval-Montfort fille de Guy XIV. La sœur de Guillaume, Marie d'Harcourt dame de Parthenay, épouse Jean d'Orléans dit Dunois, et transmet à leurs descendants les droits sur le comté de Tancarville (avec l'office de chambellan de Normandie), les baronnies de Montgomery et de Parthenay, les seigneuries de Varenguebec (avec la connétablie de Normandie) et de Montreuil-Bellay, la principauté de Châtelaillon, les vicomtés de Melun et d'Abbeville ;
- Jeanne d’Harcourt, (mort en 1488), fille de Guillaume et Yolande de Laval, comtesse de Tancarville en 1484 ; mariée en 1471 à René II, duc de Lorraine (mariage rompu en 1485). Sans postérité, elle lègue ses biens par testament à son cousin germain François Ier d’Orléans-Longueville, fils de Jean d'Orléans et Marie d'Harcourt, comte de Dunois (Maison d’Orléans-Longueville).

### Famille d'Orléans-Longueville

- François Ier (1447-1491), 2e comte de Dunois, comte de Tancarville en 1488, vicomte de Melun, petit-fils de Jacques II d'Harcourt et Marguerite de Melun par sa mère Marie d'Harcourt ci-dessus, la deuxième femme de Dunois
- François II (1478-1512), 3e comte de Dunois, comte de Tancarville, son fils
- Renée (1508-1515), 4e comtesse de Dunois, de Tancarville et de Montgomery en 1513, fille de François II ;
- Louis Ier (1480-1516), frère de François II, 1504-1513 comte souverain de Neuchâtel, etc., 1515, 2e duc de Longueville, 5e comte de Dunois, de Tancarville et Montgomery, 1er duc de Chatel-Allion, vicomte de Melun, Abbeville, Montreuil-sur-Mer, etc.
- Claude d'Orléans-Longueville (1507-1524), son fils, 1516 à 1524, troisième duc de Longueville, 2e souverain comte de Neuchâtel, 6e comte de Dunois, etc. en 1516
- Louis II (1510-1537), son frère, 4e duc de Longueville, 3e souverain comte de Neuchâtel et Valangin, 7e comte de Dunois, etc. en 1524
- François III (1535-1551), son fils, 5e duc de Longueville, 4e souverain comte de Neuchâtel, 8e comte de Dunois, etc. en 1537
- Léonor (1540-1573), son cousin, 6e duc de Longueville, 5e souverain comte de Neuchâtel, 9e comte de Dunois, etc en 1551
- Henri Ier (1568-1595), son fils, 7e duc de Longueville, 6e souverain comte de Neuchâtel, 10e comte de Dunois en 1573
- Henri II (1595-1663), son fils, 8e duc de Longueville 1595, de Neuchâtel, 11e Prince comte de Dunois en 1595
- Jean Louis (1646-1694), son fils, 9e duc de Longueville, 2e Prince de Neuchâtel, 12e comte de Dunois de 1663 à 1668
- Charles Paris (1649-1672), son demi-frère, 10e duc d’Orléans-Longueville, 3e Prince de Neuchâtel, 13e comte de Dunois de 1668 à 1672
- Jean Louis, 2e fois, de 1672 à 1694
- Marie d’Orléans-Longueville (1625-1707), quatrième princesse de Neuchâtel, etc., la demi-sœur des précédents.
- Marie vendit le comté de Tancarville peu avant sa mort au financier Antoine Crozat, en fait prête-nom de son gendre le comte d'Evreux, qui le revendit au financier John Law : ce dernier fuit la France, ruiné par sa fameuse banqueroute. Descendante des anciens comtes de Tancarville, ducs de Longueville, par les Goyon-Matignon (Eléonore, fille du duc Léonor de Longueville comte de Tancarville ci-dessus, était son arrière-grand-mère), Catherine-Thérèse de Goyon-Matignon (femme de Jean-Baptiste Antoine Colbert de Seignelay, le fils du grand Colbert) et ses héritiers purent récupérer le comté. Sa petite-fille Marie-Sophie Colbert de Seignelay, épouse du duc Charles II-François-Frédéric de Montmorency-Piney-Luxembourg ci-dessous, le transmit aux Montmorency (d'où plus tard les Montmorency-Fosseux).

### Famille Colbert

- Marie Jean Baptiste Colbert (1683-1712), marquis de Seignelay, fils de Jean-Baptiste Antoine de Seignelay et petit-fils de Jean-Baptiste Colbert, ministre de Louis XIV
- Marie Sophie Colbert (1709-1747), dame de Gournay, marquise de Seignelay et comtesse de Tancarville, sa fille et héritière ; mariée en 1724 à Charles II François Frédéric de Montmorency, duc de Piney-Luxembourg et de Montmorency (Beaufort).

### Maison de Montmorency

- Anne-François de Montmorency-Luxembourg (1735-1761), duc de Montmorency (Beaufort), baron de Jaucourt, comte de Tancarville et de Gournay, marquis de Seignelay, son fils
- Charlotte de Montmorency (1752-1829), comtesse de Tancarville, sa fille, mariée en 1767 à Anne Léon de Montmorency (1731-1799), marquis de Fosseux, duc de Montmorency (Beaufort) en 1767
- Anne Louis Christian de Montmorency (1769-1844), Prince de Montmorency-Tancarville, 7e prince de Robecq, son fils.

## Source
- (de) Cet article est partiellement ou en totalité issu de l’article de Wikipédia en allemand intitulé « Grafschaft Tancarville » (voir la liste des auteurs).